# جيوفاني جونا
جيوفاني جونا (بالإيطالية: Giovanni Jona-Lasinio)‏ (و. 1932 – م) هو فيزيائي، وأستاذ جامعي من إيطاليا . ولد في فلورنسا .

## التعليم
تعلم في جامعة روما سابينزا

## جوائز
حصل على جوائز منها:
- ميدالية بولتزمان [الإنجليزية]‏ (2013)
- جائزة داني هينمان للفيزياء الرياضية (2012).